# Quinto Rapporto IPCC

Emissioni globali per settore economico

Il Quinto rapporto (AR5) è stato prodotto dal Gruppo intergovernativo sul cambiamento climatico (IPCC) nel 2014.
Come per i precedenti rapporti, l'AR5 è stato sviluppato coinvolgendo esperti da tutte le discipline di rilievo sull'argomento e gli utenti dei rapporti, in particolare i rappresentanti dei governi. Ai governi e alle organizzazioni coinvolte nel Quarto Rapporto IPCC è stato chiesto di presentare commenti e osservazioni successivamente analizzate dall'IPCC. Il rapporto è stato completato in differenti step, iniziando dal rapporto del primo gruppo di lavoro in merito alle basi fisiche del cambiamento climatico, basati sull'analisi di 9200 studi scientifici sottoposti a revisione paritaria.
Il sommario per i legislatori fu rilasciato il 27 settembre 2013 per il primo rapporto, il 31 marzo 2014 fu rilasciato il secondo rapporto intitolato "Impatti, adattamento e vulnerabilità", il terzo rapporto intitolato "Mitigazione del cambiamento climatico" fu rilasciato il 14 aprile 2014. Il rapporto di sintesi venne divulgato il 2 novembre 2014 in tempo per le negoziazioni del COP21

## Situazione corrente
Il quinto rapporto (AR5) è costituito da tre report da parte dei rispettivi gruppi di lavoro (WG) e un rapporto di sintesi. Il primo report è stato pubblicato nel 2013, mentre gli altri sono stati completati nel 2014.
- WG I: Le basi scientifiche - 30 settembre 2013
- WG II: Impatti, adattamento e vulnerabilità - 31 marzo 2014
- WG III: Mitigazione del cambiamento climatico - 15 aprile 2014
- Rapporto di sintesi AR5 - 2 novembre 2014

AR5 fornisce un aggiornamento della conoscenza scientifica, tecnica e degli aspetti socio-economici del cambiamento climatico.
Oltre 800 autori sono stati coinvolti nella scrittura del rapporto.
Il 14 dicembre 2012 una fuga di notizie causò la pubblicazione delle bozze del rapporto del WG I. Al momento della divulgazione del sommario per i legislatori, avvenuto il 27 settembre 2013, Halldór Thorgeirsson, un ufficiale delle Nazioni Unite, evidenziò che, poiché delle grandi compagnie si sapeva finanziassero la negazione del cambiamento climatico, gli scienziati dovevano essere preparati per un aumento di pubblicità negativa nel breve termine.

## Autori
L'IPCC, nel marzo 2010, ricevette circa 3000 nomine di esperti da tutto il mondo come autori. Durante la sessione tenutasi a Ginevra (19-20 Maggio 2010), i tre gruppi di lavoro presentarono la loro selezione di autori e revisori per l'AR5. Ognuno degli scienziati, specialisti ed esperti selezionati fu nominato, in base alle regole dell'IPCC, da riferimenti nazionali dell'IPCC, da osservatori approvati, o dalla direzione stessa.
L'IPCC ricevette il 50% in più di nomine per la partecipazione all'AR5 rispetto a quante ne ricevette per il Quarto Rapporto.
Un totale di 559 autori e revisori era stato selezionato per il quarto rapporto da 2000 nomine proposte.
Il 23 giugno 2010 l'IPCC annunciò la pubblicazione della lista finale degli autori selezionati, comprendendo 831 esperti selezionati da svariati campi tra cui: meteorologia, fisica, oceanografia, statistica, ingegneria, ecologia, scienze sociali ed economia.
Rispetto al quarto rapporto, la partecipazione da parte di nazioni in via di sviluppo fu incrementata, per effetto degli sforzi di incrementare la copertura locale nel quinto rapporto.
Circa il 30% degli autori proveniva da nazioni in via di sviluppo o da economie in transizione.
Oltre il 60% degli esperti selezionati era nuovo ai processi dell'IPCC, contribuendo con nuove conoscenze e prospettive.

## Sunto del rapporto
Il 23 giugno 2010 l'IPCC annunciò la pubblicazione della lista finale degli autori selezionati, comprensiva di 831 esperti. 
I rapporti dei gruppi di lavoro sono stati pubblicati tra il 2013 e il 2014.
Questi esperti fornirono anche contributi al rapporto di sintesi pubblicato nel 2014.